# Кантоне Ил Рондо (Алесандрија)
Кантоне Ил Рондо је насеље у Италији у округу Алесандрија, региону Пијемонт.
Према процени из 2011. у насељу је живело 48 становника. Насеље се налази на надморској висини од 111 м.